# Ermita de Santa Madrona (Riba-roja d'Ebre)
La Santa Madrona és una ermita al camí de Faió, prop de la línia ferroviària i el riu Ebre, al terme municipal de Riba-roja d'Ebre (Ribera d'Ebre) catalogada a l'Inventari del Patrimoni Arquitectònic de Catalunya. És sobre la base d'un poblament prehistòric, on deien que es va edificar una antiga ermita que va ser substituïda per l'actual. Ermita d'una sola nau de planta rectangular amb l'absis no marcat en planta. A l'interior, la nau està coberta amb arcs diafragmàtics que sostenen l'embigat de fusta sota coberta. Els arcs queden suportats per una cornisa i pilastres, entre les quals hi ha arcs de mig punt a manera de capelles. El presbiteri es troba diferenciat en alçada de la resta, així com per amb una barana forjada. Als peus del temple hi ha un senzill cor d'arc pla delimitat amb baranes de fusta. Queda il·luminada amb petites finestres situades entre els arcs i una rosassa. S'hi accedeix per un portal de mig punt, presidit per dues pilastres esculpides que sostenen un frontó amb una petita fornícula buida al centre. La clau de l'arc presenta una orla amb decoració vegetal i el motiu d'una barca de vela, en honor de la llegenda de la Santa. Des dels extrems del frontó arrenquen dues pilastres que es prolonguen fins al coronament, definit per un capcer sinuós, precedit per una cornisa motllurada que envolta el volum. De la part central en surt un campanar d'espadanya de dos ulls rematat amb incisions decoratives i una creu de ferro. A la part central del capcer hi ha una finestreta d'arc conopial, i l'any "1887" a sota. El parament dels murs és de carreus escairats a la façana i les cantonades, i pedra irregular lligada amb morter a la resta.